# Лейкизм

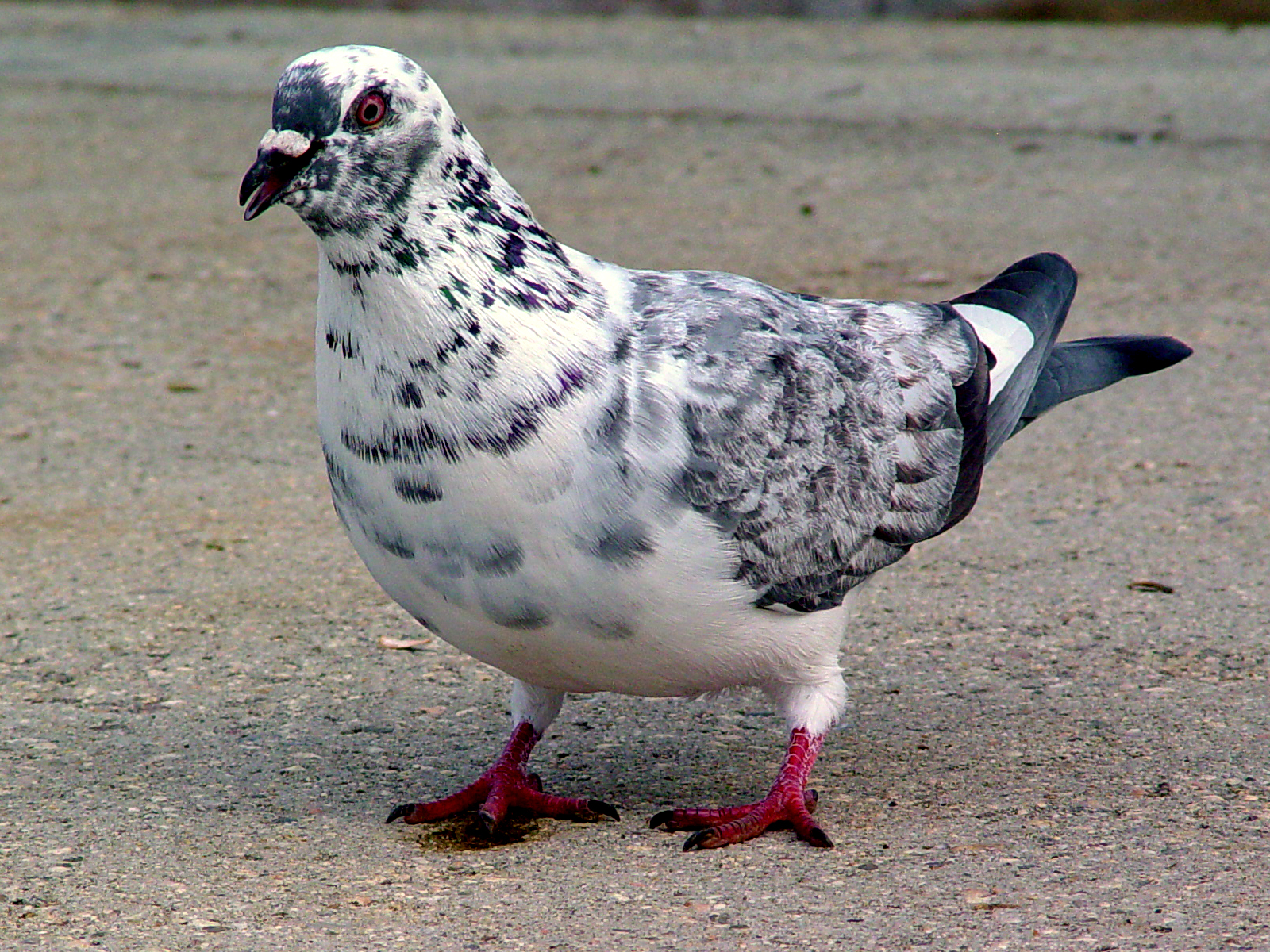
Сизый голубь с лейкизмом

Лейкизм (лейцизм) (от др.-греч. λευκός «белый») — мутация, вызывающая частичную потерю пигментации наружного покрова у животных. Проявляется в белом, бледном или пятнистом окрасе шерсти, перьев, чешуи или эпидермиса, но никогда — в отсутствии пигментации глаз.
Лейкизм вызывается некоторыми генами, в ходе эмбрионального развития организма препятствующими дифференцировке или миграции хроматофоров и меланоцитов от нервного гребня к наружному покрову или вызывающими их дегенерацию, некроз или преждевременный апоптоз, в результате чего поверхность тела организма (или некоторые её участки) оказывается лишена клеток, способных производить пигмент.
Известно несколько разных генов, мутации которых могут привести к лейкизму: Эндотелин-рецептор-B-ген (EDNRB), Paired Box Gen 3 (PAX3), SOX10, Microphthalmia-associated transcription factor (MITF), c-Kit и Steel-Locus (код MGF).
Иногда лейкизм ошибочно принимается за альбинизм, но, в отличие от альбинизма, при котором клетки-меланоциты не способны синтезировать меланин, при лейкизме пигментные клетки отсутствуют вообще. В то время как альбинизм затрагивает исключительно меланин, лейкизм вызывает сокращение всех типов пигментов.
Одним из самых явных различий лейкизма и альбинизма является пигментация глаз. У альбиносов наблюдается отсутствие пигментации радужной оболочки, тогда как глаза особей с лейкизмом нормально окрашены. Это вызвано тем, что меланоциты пигментного эпителия сетчатки выводятся не из нервного гребня, а из нервной трубки.

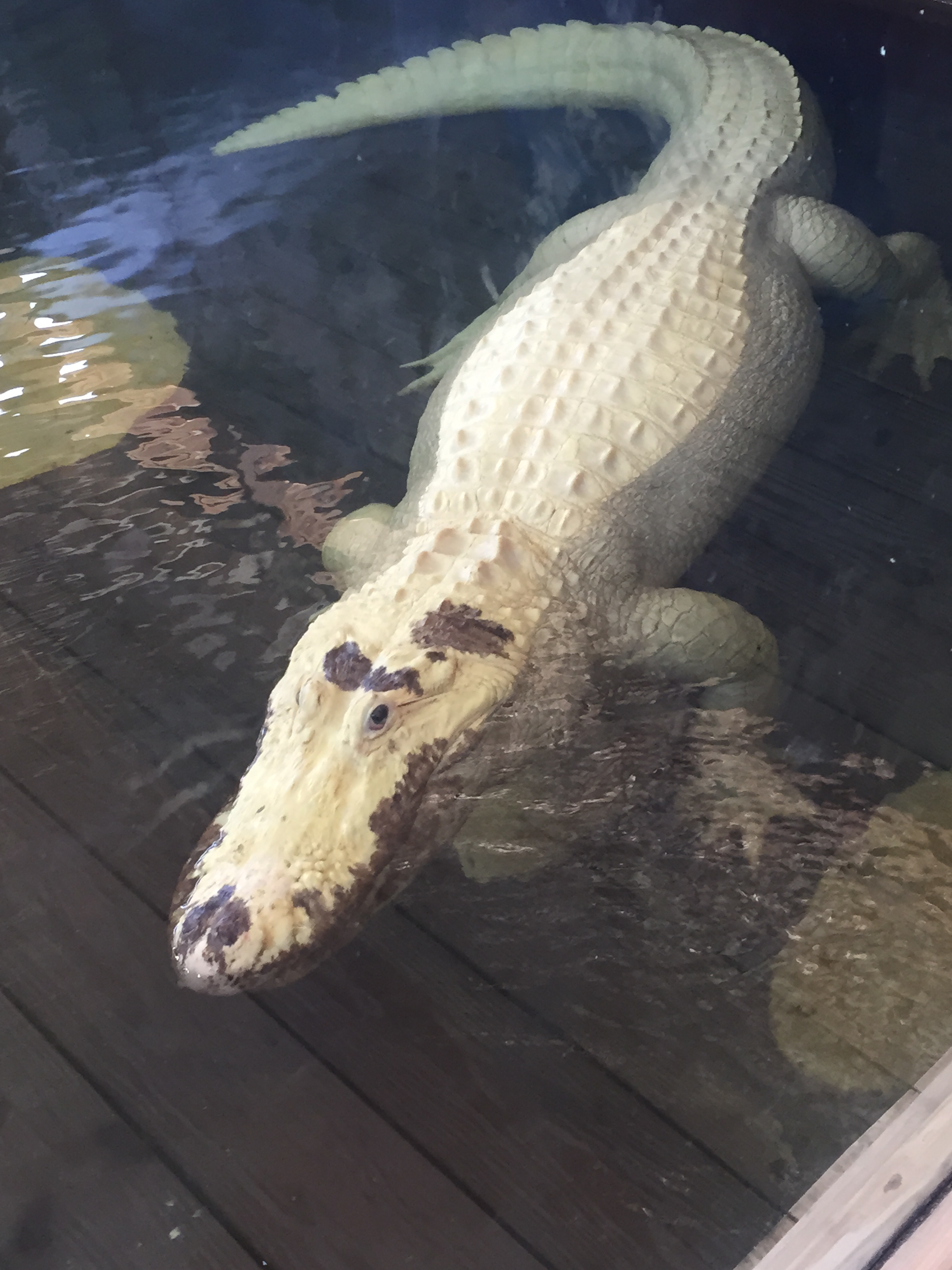
Alligator mississippiensis

Полное отсутствие пигментных клеток при лейкизме встречается реже, чем локализованная или неполная гипопигментация, выражающаяся в наличии необычных пятен белого цвета у животного, которое в ином случае было бы нормально окрашено. Соотношение белого и нормально окрашенного наружного покрова при неполной гипопигментации может значительно изменяться как между поколениями, так и среди потомства одних и тех же родителей и даже среди особей из одного помёта. Это особенно примечательно у лошадей, коров, кошек, собак, городских ворон и королевских питонов, но также замечено и у многих других видов.
Не во всех случаях недостаток пигментов является результатом лейкизма. Причиной нарушения пигментации волос и перьев может быть разрушение водородных связей в их кератиновых структурах; для некоторых видов (таких, как белый медведь) белый цвет шерсти и окрашенные глаза являются нормой; гипопигментация может возникать вследствие заболеваний, ожогов, инфекций, шрамов или иных повреждений кожи.

## Изображения

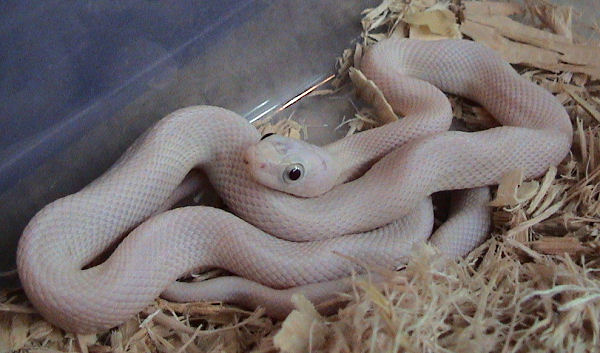
Elaphe obsoleta
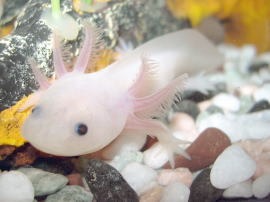
Ambystoma mexicanum
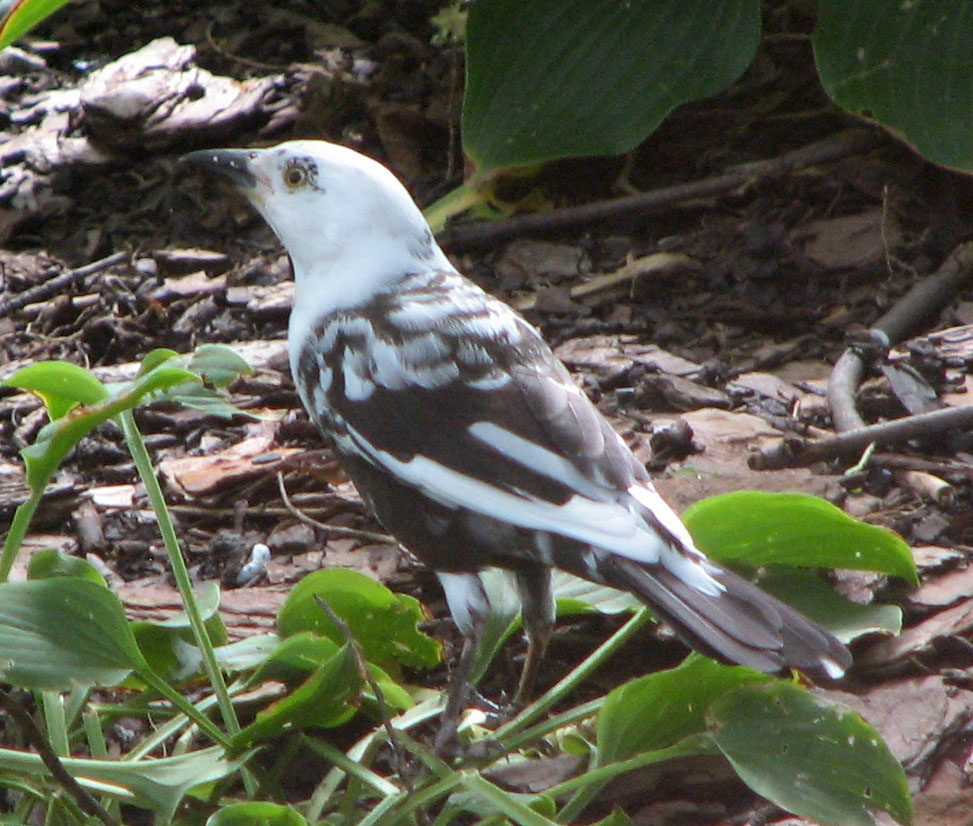
Quiscalus quiscula
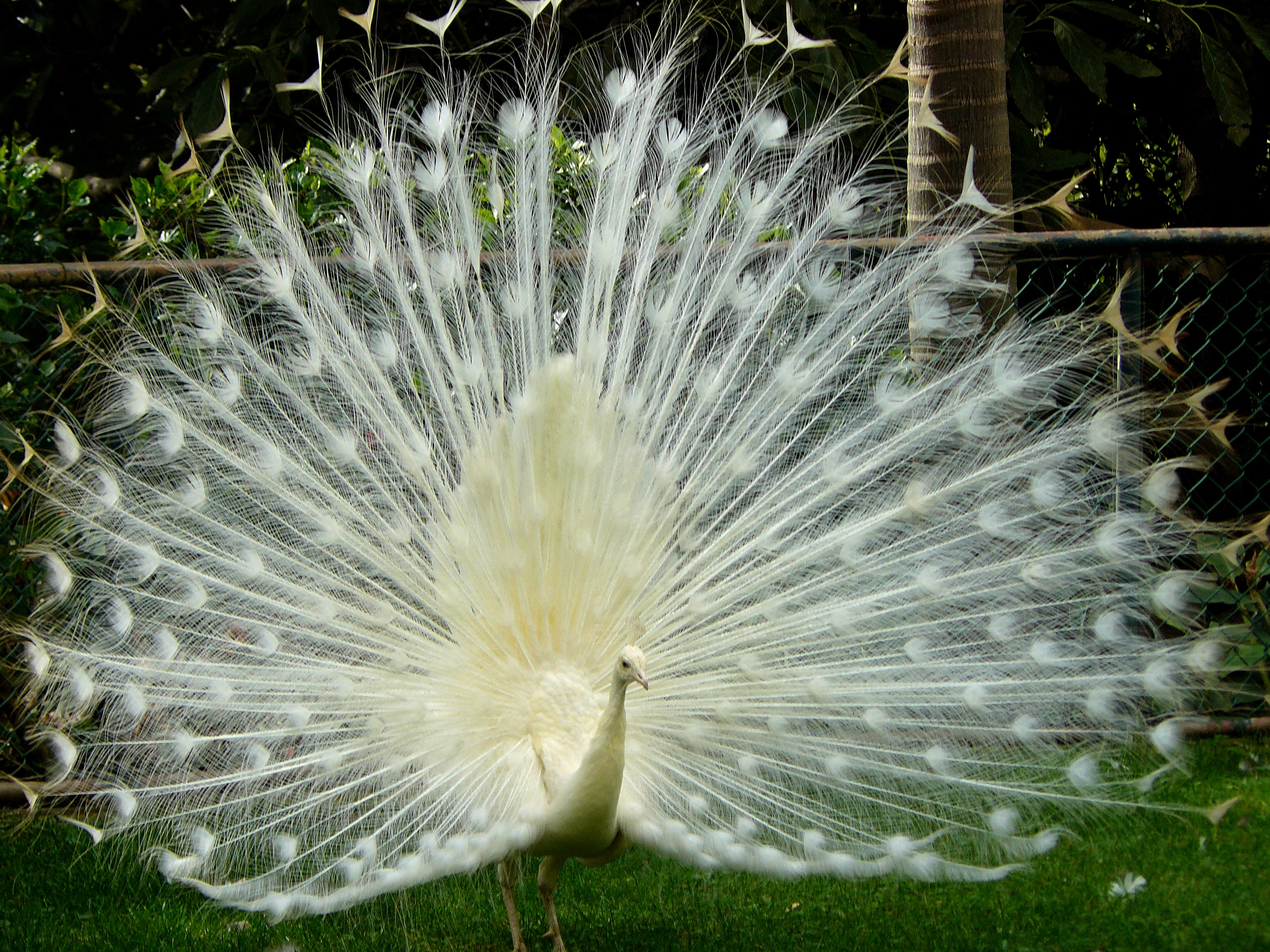
Pavo cristatus
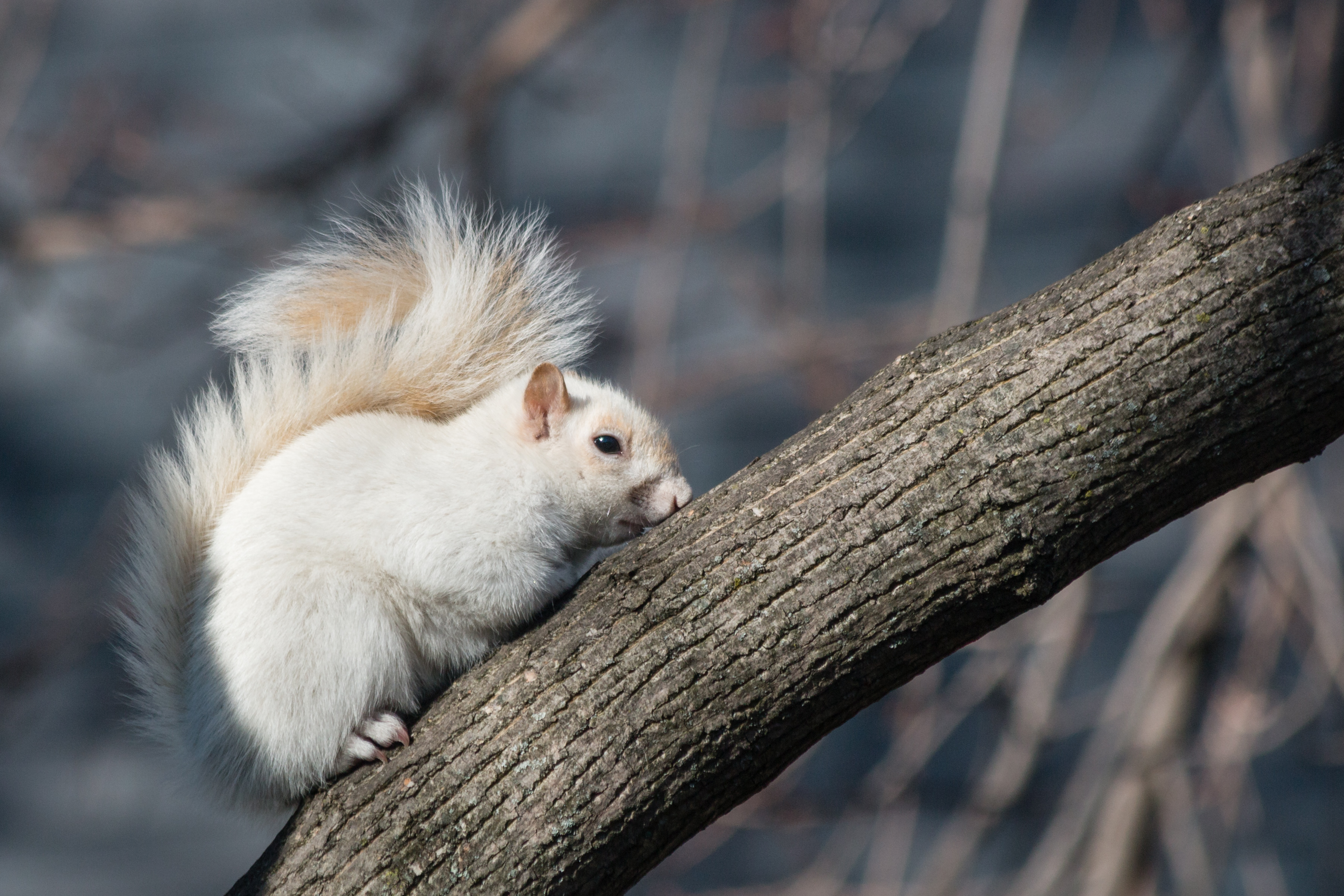
Sciurus carolinensis